# 캬흐타 조약
캬흐타 조약(러시아어: Кяхтинский договор, 만주어: ᠵᡠᠸᠠᠨ
ᡝᠮᡠ
ᡥᠠᠴᡳᠨ
‍ᡳ
ᠪᡳᡨᡥᡝ Juwan Emu Hacin-i Bithe, 중국어: 恰克图条约)은 1727년 6월 25일 청 제국과 제정 러시아 사이에 맺은 조약이다. 캬흐타는 1689년 청·러 간에 네르친스크 조약이 체결된 후에 생긴 러시아 마을인데, 러시아와 외몽골의 국경에 있어서 청 제국의 매매성(賣買城)과 대치하고 있다.
1689년의 네르친스크 조약으로 청·러 양국민 간 교역의 자유가 허락되자 몽골 방면으로 러시아 상인들이 몰려들었다. 그러나, 몽골 방면의 국경이 불명확하고 교역과 관련된 분쟁이 점차 늘어나자, 청·러 양국은 통상문제를 조정하고 러시아와 외몽골 사이의 국경을 확정할 목적으로 11개조로 구성된 이 조약을 체결하였다.
조약의 주요 내용은 다음과 같다.
1. 몽골 지역의 국경을 정함. - 현재의 러시아와 몽골의 국경선.
2. 러시아 대상(隊商)을 200명의 인원으로 3년에 한번씩 베이징(北京)에 올 수 있게 함.
3. 캬흐타와 아르군강변에 교역장(交易場)을 설치함.
4. 러시아가 베이징에 교회를 설립하고 선교사와 어학(語學) 연구생(5명)을 둠.

## 같이 보기
- 일리 조약